# Phytomyza vilnensis
Phytomyza vilnensis este o specie de muște din genul Phytomyza, familia Agromyzidae, descrisă de Pakalniskis în anul 1998. Conform Catalogue of Life specia Phytomyza vilnensis nu are subspecii cunoscute.